# Большая Бисера
Больша́я Би́сера — река в России, протекает по Омутнинскому району Кировской области. Устье реки находится в 1225 км по левому берегу реки Вятки. Длина реки составляет 50 км, площадь водосборного бассейна 303 км². В 6 км от устья принимает по правому берегу реку Малая Бисера.
Берёт исток на Верхнекамской возвышенности в 4 км к северо-востоку от посёлка Васильевский (Омутнинское городское поселение) и в 23 км к западу от города Омутнинск, рядом находятся истоки Чёрной Холуницы и Хмелёвки. Течёт на северо-восток по ненаселённому лесу. Притоки — Нижняя Бисера, Быстрица, Рыбная (левые); Малая Бисера, Волковка (правые). Впадает в Вятку юго-восточнее посёлка Белореченск (центр Белореченского сельского поселения) в 13 км к северо-востоку от Омутнинска. Ширина реки незадолго до устья — 17 метров.

## Данные водного реестра
По данным государственного водного реестра России относится к Камскому бассейновому округу, водохозяйственный участок реки — Вятка от истока до города Киров, без реки Чепца, речной подбассейн реки — Вятка. Речной бассейн реки — Кама.
Код объекта в государственном водном реестре — 10010300212111100029881.